# Хмельовиці (Свентокшиське воєводство)
Хмельовиці (пол. Chmielowice) — село в Польщі, у гміні Моравиця Келецького повіту Свентокшиського воєводства.
Населення — 333 особи (2011).
У 1975-1998 роках село належало до Келецького воєводства.

## Демографія
Демографічна структура на день 31 березня 2011 року:
|          | Загалом | Допрацездатний вік | Працездатний вік | Постпрацездатний вік |
| -------- | ------- | ------------------ | ---------------- | -------------------- |
| Чоловіки | 172     | 45                 | 111              | 16                   |
| Жінки    | 161     | 32                 | 99               | 30                   |
| Разом    | 333     | 77                 | 210              | 46                   |